# Субпрефектура Сидади-Адемар
Субпрефектура Сидади-Адемар (порт. Subprefeitura da Cidade Ademar) — одна из 31 субпрефектур города Сан-Паулу, находится в восточной части города. Общая площадь 30,7 км². Численность населения — 402 713 жителей.
В составе субпрефектуры Сидади-Адемар 2 округа:
- Сидади-Адемар (Cidade Ademar)
- Педрейра (Pedreira)

Более обеспеченные жители Сидади-Адемара проживают у сада Мириам (около 100 тысяч жителей), около 20 тысяч — живут в трущобах. В центре субпрефектуры находится торговый центр, расположенный у Praça do Jardim Miriam.